# Wachtberg (Gemeinde Schönbach)
Wachtberg ist eine Rotte in der Marktgemeinde Schönbach im Bezirk Zwettl in Niederösterreich.
Der Ort liegt südlich von Schönbach und ist von dort über einen Güterweg der nach Reitern und weiter nach Ulrichschlag zur Landesstraße L78 führt, erschlossen, 2025 hatte er 3 offizielle Wohnadressen. Östlich oberhalb der Rotte liegt der 867 Meter hohe Wachtberg.

## Geschichte
Der Ort wird bereits 1371 zum ersten Mal schriftlich als Wachtberg genannt, im Eintrag der Josephinischen Fassion aus Jahre 1786/87 gab es im heutigen Ort 2 Häuser die der Herrschaft Pöggstall unterstellt waren.
Im Jahr 1822 wurde der Ort als Streusiedlung mit 3 Häusern genannt, das nach Schönbach eingepfarrt war, wohin auch die Kinder eingeschult wurden. Die Herrschaft Rappottenstein besaß die Ortsobrigkeit, übte die Landgerichtsbarkeit aus, besorgte die Konskription und hatte die Grundherrschaft inne.
In Folge der Theresianischen Reformen wurde der Ort dem Kreis Ober-Manhartsberg unterstellt und nach dem Umbruch 1848 war er bis 1867 dem Amtsbezirk Ottenschlag zugeteilt. Mit der Aufhebung der Grundherrschaften und Bildung der Ortsgemeinden wurde der Ort 1849 ein Teil der Katastralgemeinde Dorfstadt als Teil der Gemeinde Schönbach.
Laut Adressbuch von Österreich waren im Jahr 1938 in Wachtberg einige Landwirte mit Direktvertrieb ansässig.